# 1-й парашютный батальон (Великобритания)
1-й батальон Парашютного полка (англ. 1st Battalion, Parachute Regiment, сокращённо — 1 PARA) — воздушно-десантный (также классифицируется как легкопехотный) батальон Войск специального назначения Великобритании, а именно Группы поддержки. С 2006 года этот батальон является ядром Группы поддержки войск специального назначения Великобритании, может быть задействован в ряде операций. Личный состав регулярно проводит учения и операции за пределами Великобритании. В батальон попадают добровольцы, закончившие предварительную подготовку в составе роты «P» в Учебном центре Британской армии в гарнизоне Каттерик в Северном Йоркшире (ранее Олдершот, Гэмпшир).
1-й батальон включён в состав Группы поддержки на постоянной основе. Его солдаты занимаются постоянными тренировками в обращении с различным оружием, оборудованием для коммуникации и изучая приёмы при штурме под руководством специалистов. Все военнослужащие британского Парашютного полка могут проходить службу в Группе поддержки по принципу ротации, и тем самым в регулярных батальонах Британской армии могут появляться опытные военнослужащие-специалисты по обращению с оружием и рукопашному бою. По британской программе развития армии Army 2020 батальон планируется сохранить как основу Группы поддержки.

## История

### Вторая мировая война
История 1-го парашютного батальона отсчитывается с 1940 года: его предшественниками считаются коммандос из 2-го подразделения, которые обучались прыжкам с парашютами. В 1941 году батальон был включён в состав 1-й парашютной бригады, куда также вошли 2-й и 3-й парашютные батальоны, а сама бригада была частью 1-й воздушно-десантной дивизии вплоть до конца войны.
Батальон участвовал в ряде десантирований в Тунисе с конца 1942 по май 1943 года, понеся большие потери. Батальон и бригада участвовали в операции «Фастиан», когда союзники высадились в Сицилии. Из-за огромных потерь батальон снова оставил фронт и вернулся в Англию в конце 1943 года, начав проводить подготовку к морской высадке в Нормандии. Батальон непосредственно не участвовал 6 июня 1944 в операции «Оверлорд», оставаясь в резерве на случай проблем на каком-нибудь участке высадки. В ходе операции появлялись множество предложений отправить всю 1-ю воздушно-десантную дивизию в бой, однако только в сентябре 1944 года батальон в составе 1-й дивизии принял участие в операции «Маркет Гарден», а именно в Арнемской операции, где понёс большие потери и больше не отправлялся на фронт.

### После войны
В 1946 году 1-й батальон был включён в Гвардейскую бригаду и служил в составе 6-й воздушно-десантной дивизии в Палестине. В 1948 году его переименовали в 4-й/6-й батальон. В 1956 году он снова принял участие в боевых действиях, на этот раз в операции «Мушкетёр» во время Суэцкого кризиса.

### Конфликт в Северной Ирландии
В 1970-е годы батальон нёс службу в Северной Ирландии и находился в состоянии полной боевой готовности во время операции «Баннер»: после разгоревшихся беспорядков в Северной Ирландии британские власти срочно ввели режим чрезвычайного положения, который официально носил имя этой операции и был отменён только в июле 2007 года. Во время операции батальон обвинялся в ряде преступлений против гражданских лиц — в частности, его военнослужащим инкриминировались расстрел мирных граждан в Бэллимёрфи в августе 1971 года и расстрел мирной демонстрации, получивший название «Кровавое воскресенье». Тогда 30 января 1972 солдаты батальона расстреляли безоружных демонстрантов, убив 14 и ранив 13, что стало крупнейшим массовым убийством британских граждан правительственными силами со времён Англо-ирландской войны. Во время второго расследования следствие признало действия батальона «необоснованными и неоправданными», но к суду никого так и не привлекли.

### Наши дни
Батальон участвовал в операциях НАТО в Косовской войне 1999 года (операция «Агрикола»), в миротворческих операциях во время гражданской войны в Сьерра-Леоне в 2000 году (одна рота была отправлена в помощь SAS) и в Иракской войне в 2003 году (высадился в Персидском заливе).